# Stella Cox
Stella Cox (Roma, 7 de novembre de 1990) es una actriu pornogràfica i model eròtica italiana.
Nascuda a Roma el novembre de 1990, es va traslladar sent jove al Regne Unit, on va començar la seva carrera com a actriu pornogràfica al 2013, als 23 anys.
Com a actriu, ha treballat per a estudis com Naughty America, Evil Angel, Digital Playground, New Sensations, Mofos, Hard X, Private, SexArt, Elegant Angel, Sweetheart Video, Wicked, Girlfriends Films, Brazzers o Reality Kings, entre d'altres.
Va rodar la seva primera escena de sexe anal el desembre del 2014, per a la pel·lícula British Girl's First Anal Sex.
La seva primera nominació al circuit important de premis de la indústria pornogràfica va ser l'any 2016, quan va ser nominada als Premis AVN a la categoria d'Artista femenina estrangera de l'any. A l'any següent, per la pel·lícula Sherlock: a XXX Parody, al costat de l'actor Danny D, rebria dues nominacions: en els Premis AVN a la Millor escena de sexe en producció estrangera; i en els Premis XBIZ a la Millor actriu en pel·lícula paròdica.
L'any 2018 es va alçar amb el Premi XBIZ a l'Artista femenina estrangera de l'any, sent el segon any consecutiu que una italiana, després de Valentina Nappi, guanyava aquest guardó.
Ha rodat més de 450 pel·lícules com a actriu.
Algun dels seus treballs destacats son Amazing Tits, Vides de cornuts, Dime Piece, Escletxes exquisides, Només fes-la, Enamorats reunits, Mountain Crush, Lesbianes a la presó 4, Sexe, britànics i rock n' roll, Queda't amb mi o pits i oli 3 .